# Kurt Looby
Kurt Looby (* 17. Februar 1984 in Saint John’s) ist ein antiguanischer Basketballspieler.
Der 2,08 m große und 109 kg schwere Power Forward begann seine professionelle Karriere 2008 in der NBA Development League bei Rio Grande Valley Vipers, nachdem er zuvor für das Tyler Junior College in Texas und von 2006 bis 2008 in Iowa gespielt hatte. Am 16. Januar 2009 wechselte Looby in die Startaufstellung für Rio Grande Valley. In den letzten 29 Spielen der Saison erzielte Looby durchschnittlich 8,6 Punkte, 11,1 Rebounds und 3,3 Blöcke pro Spiel. Er erreichte 13-mal zweistellige und 17-mal zweistellige Rebounds, zehn Doppel-Doppel- und ein Dreifach-Doppel. Er wurde Mitte seiner zweiten Saison bei den Vipers an die Albuquerque Thunderbirds ausgeliehen, mit denen er 26 Spiele bestritt. Nach den 26 Spielen wurde er gegen Trey Gilder zum Maine Red Claws getauscht. Hier absolvierte Looby 22 Spiele und wechselte im September 2010 für eine Saison nach Griechenland zu GS Peristeri. 2011 ging er zum deutschen Bundesligisten EnBW Ludwigsburg.
Trotz eines noch bestehenden Vertrages in Ludwigsburg lief Looby in der Sommerpause 2012 in der ersten Liga Puerto Ricos auf. Da Ludwigsburg ihm einen Wechsel verweigerte, spielte er ohne Einwilligung des Klubs. Nach mehrmaligen Aufforderungen, zu festen Terminen zu erscheinen, wurde Looby vom Weltverband FIBA wegen schweren Verstößen gegen bestehende Verträge gesperrt. Im Oktober 2012 einigten sich die Parteien auf die Auflösung des Vertrages und Looby erhielt die Freigabe für einen Wechsel. Daraufhin unterschrieb er einen Vertrag bei Trefl Sopot in Polen. Zur Saison 2013/2014 kehrte Looby nach Deutschland zurück und schloss sich den Telekom Baskets Bonn an. Hier spielte er eine Saison und ging 2014 für eine Saison nach Griechenland zu Panelefsiniakos und die darauffolgende Saison nach Polen zu Anwil Włocławek. Seit 2017 spielt er in Frankreich bei JA Vichy in der  B-Liga.

## Erfolge
- Polnischer Superpokal 2012
- Polnischer Pokalsieger 2013
- Eurocup-Teilnehmer 2012–2014